# Lijst van gouverneurs van West Virginia
Dit is een lijst met gouverneurs van de Amerikaanse staat West Virginia.

## Gouverneurs van West Virginia (1863–heden)
| Nr. | Gouverneur van West Virginia Governor of West Virginia | Gouverneur van West Virginia Governor of West Virginia | Gouverneur van West Virginia Governor of West Virginia | Ambtstermijn     | Ambtstermijn     | Partij(en)  | Verkiezing(en) |
| --- | ------------------------------------------------------ | ------------------------------------------------------ | ------------------------------------------------------ | ---------------- | ---------------- | ----------- | -------------- |
| 1   |                                                        | Arthur Boreman                                         | Arthur Boreman (1823–1896)                             | 20 juni 1863     | 26 februari 1869 | R           | 1863           |
| 1   | 1864                                                   | Arthur Boreman                                         | Arthur Boreman (1823–1896)                             | 20 juni 1863     | 26 februari 1869 | R           |                |
| 1   | 1866                                                   | Arthur Boreman                                         | Arthur Boreman (1823–1896)                             | 20 juni 1863     | 26 februari 1869 | R           |                |
| 2   |                                                        | Daniel Farnsworth                                      | Daniel Farnsworth (1819–1892)                          | 26 februari 1869 | 4 maart 1871     | R           |                |
| 3   |                                                        | William Stevenson                                      | William Stevenson (1820–1883)                          | 4 maart 1869     | 4 maart 1871     | R           | 1868           |
| 4   |                                                        | John Jeremiah Jacob                                    | John Jeremiah Jacob (1829–1893)                        | 4 maart 1871     | 4 maart 1877     | D (1871–72) | 1870           |
| 4   |                                                        | John Jeremiah Jacob                                    | John Jeremiah Jacob (1829–1893)                        | 4 maart 1871     | 4 maart 1877     | O (1872–77) | 1872           |
| 5   |                                                        | Henry Mathews                                          | Henry Mathews (1834–1884)                              | 4 maart 1877     | 4 maart 1881     | D           | 1876           |
| 6   |                                                        | Jacob Jackson                                          | Jacob Jackson (1829–1893)                              | 4 maart 1881     | 4 maart 1885     | D           | 1880           |
| 7   |                                                        | Emanuel Wilson                                         | Emanuel Wilson (1844–1905)                             | 4 maart 1885     | 6 februari 1890  | D           | 1884           |
| 8   |                                                        | Aretas Fleming                                         | Aretas Fleming (1839–1923)                             | 6 februari 1890  | 4 maart 1893     | D           | 1888           |
| 9   |                                                        | William MacCorkle                                      | William MacCorkle (1857–1930)                          | 4 maart 1893     | 4 maart 1897     | D           | 1892           |
| 10  |                                                        | George Atkinson                                        | George Atkinson (1845–1925)                            | 4 maart 1897     | 4 maart 1901     | R           | 1896           |
| 11  |                                                        | Albert White                                           | Albert White (1856–1941)                               | 4 maart 1901     | 4 maart 1905     | R           | 1900           |
| 12  |                                                        | William Dawson                                         | William Dawson (1853–1916)                             | 4 maart 1905     | 4 maart 1909     | R           | 1904           |
| 13  |                                                        | William Glasscock                                      | William Glasscock (1875–1962)                          | 4 maart 1909     | 4 maart 1913     | R           | 1908           |
| 14  |                                                        | Henry Hatfield                                         | Henry Hatfield (1862–1925)                             | 4 maart 1913     | 4 maart 1917     | R           | 1912           |
| 15  |                                                        | John Cornwell                                          | John Cornwell (1867–1953)                              | 4 maart 1917     | 4 maart 1921     | D           | 1916           |
| 16  |                                                        | Ephraim Morgan                                         | Ephraim Morgan (1869–1950)                             | 4 maart 1921     | 4 maart 1925     | R           | 1920           |
| 17  |                                                        | Howard Gore                                            | Howard Gore (1877–1947)                                | 4 maart 1925     | 4 maart 1929     | R           | 1924           |
| 18  |                                                        | William Conley                                         | William Conley (1866–1940)                             | 4 maart 1929     | 4 maart 1933     | R           | 1928           |
| 19  |                                                        | Guy Kump                                               | Guy Kump (1877–1962)                                   | 4 maart 1933     | 17 januari 1937  | D           | 1932           |
| 20  |                                                        | Homer Holt                                             | Homer Holt (1898–1975)                                 | 17 januari 1937  | 12 januari 1941  | D           | 1936           |
| 21  |                                                        | Matthew Neely                                          | Matthew Neely (1874–1958)                              | 12 januari 1941  | 15 januari 1945  | D           | 1940           |
| 22  |                                                        | Clarence Meadows                                       | Clarence Meadows (1904–1961)                           | 15 januari 1945  | 19 januari 1949  | D           | 1944           |
| 23  |                                                        | Okey Patteson                                          | Okey Patteson (1898–1989)                              | 19 januari 1949  | 20 januari 1953  | D           | 1948           |
| 24  |                                                        | William Marland                                        | William Marland (1918–1965)                            | 20 januari 1953  | 15 januari 1957  | D           | 1952           |
| 25  |                                                        | Cecil Underwood                                        | Cecil Underwood (1922–2008)                            | 15 januari 1957  | 15 januari 1961  | R           | 1956           |
| 26  |                                                        | William Barron                                         | William Barron (1911–2002)                             | 15 januari 1961  | 18 januari 1965  | D           | 1960           |
| 27  |                                                        | Hulett Smith                                           | Hulett Smith (1918–2012)                               | 18 januari 1965  | 13 januari 1969  | D           | 1964           |
| 28  |                                                        | Arch Moore                                             | Arch Moore (1923–2015)                                 | 13 januari 1969  | 17 januari 1977  | R           | 1968           |
| 28  | 1972                                                   | Arch Moore                                             | Arch Moore (1923–2015)                                 | 13 januari 1969  | 17 januari 1977  | R           |                |
| 29  |                                                        | Jay Rockefeller                                        | Jay Rockefeller (1937)                                 | 17 januari 1977  | 15 januari 1985  | D           | 1976           |
| 29  | 1980                                                   | Jay Rockefeller                                        | Jay Rockefeller (1937)                                 | 17 januari 1977  | 15 januari 1985  | D           |                |
| 30  |                                                        | Arch Moore                                             | Arch Moore (1923–2015)                                 | 15 januari 1985  | 16 januari 1989  | R           | 1984           |
| 31  |                                                        | Gaston Caperton                                        | Gaston Caperton (1940)                                 | 16 januari 1989  | 13 januari 1997  | D           | 1988           |
| 31  | 1992                                                   | Gaston Caperton                                        | Gaston Caperton (1940)                                 | 16 januari 1989  | 13 januari 1997  | D           |                |
| 32  |                                                        | Cecil Underwood                                        | Cecil Underwood (1922–2008)                            | 13 januari 1997  | 15 januari 2001  | R           | 1996           |
| 33  |                                                        | Bob Wise                                               | Bob Wise (1948)                                        | 15 januari 2001  | 17 januari 2005  | D           | 2000           |
| 34  |                                                        | Joe Manchin                                            | Joe Manchin (1947)                                     | 17 januari 2005  | 15 november 2010 | D           | 2004           |
| 34  | 2008                                                   | Joe Manchin                                            | Joe Manchin (1947)                                     | 17 januari 2005  | 15 november 2010 | D           |                |
| 35  |                                                        | Earl Ray Tomblin                                       | Earl Ray Tomblin (1952)                                | 15 november 2010 | 16 januari 2017  | D           |                |
| 35  | 2011                                                   | Earl Ray Tomblin                                       | Earl Ray Tomblin (1952)                                | 15 november 2010 | 16 januari 2017  | D           |                |
| 35  | 2012                                                   | Earl Ray Tomblin                                       | Earl Ray Tomblin (1952)                                | 15 november 2010 | 16 januari 2017  | D           |                |
| 36  |                                                        | Jim Justice                                            | Jim Justice (1951)                                     | 16 januari 2017  | 13 januari 2025  | D (2017)    | 2016           |
| 36  | R (2017–25)                                            | Jim Justice                                            | Jim Justice (1951)                                     | 16 januari 2017  | 13 januari 2025  |             | 2016           |
| 36  | 2020                                                   | Jim Justice                                            | Jim Justice (1951)                                     | 16 januari 2017  | 13 januari 2025  |             |                |
| 37  |                                                        | Patrick Morrisey                                       | Patrick Morrisey (1967)                                | 13 januari 2025  | heden            | R           | 2024           |

(D): Democraat · (R): Republikein · (O): Onafhankelijk